# Campionati del mondo di atletica leggera indoor 2024 - 400 metri piani maschili
La gara dei 400 metri piani maschili dei campionati del mondo di atletica leggera indoor 2024 si è svolta l'1 e il 3 marzo.

## Podio
| Pos.    | Atleta           | Nazionalità | Tempo |
| ------- | ---------------- | ----------- | ----- |
| Oro     | Alexander Doom   | Belgio      | 45"25 |
| Argento | Karsten Warholm  | Norvegia    | 45"34 |
| Bronzo  | Rusheen McDonald | Giamaica    | 45"65 |

## Situazione pre-gara

### Record
Prima di questa competizione, il record del mondo indoor e il record dei campionati erano i seguenti.
| Record                | Prestazione | Atleta                            | Data e luogo                            | Competizione                     |
| --------------------- | ----------- | --------------------------------- | --------------------------------------- | -------------------------------- |
| Record mondiale       | 44"57(o)    | Kerron Clement Stati Uniti        | 12 marzo 2005 Fayetteville, Stati Uniti |                                  |
| Record dei campionati | 45"00       | Jereem Richards Trinidad e Tobago | 3 marzo 2022 Belgrado, Serbia           | Campionati del mondo indoor 2022 |

### Campioni in carica
I campioni in carica a livello mondiale erano:
| Campione        | Atleta                            | Prestazione | Data e luogo                      | Competizione                     |
| --------------- | --------------------------------- | ----------- | --------------------------------- | -------------------------------- |
| Olimpico        | Steven Gardiner Bahamas           | 43"85(o)    | 5 agosto 2021 Tokyo, Giappone     | Giochi della XXXII Olimpiade     |
| Mondiale        | Antonio Watson Giamaica           | 44"22(o)    | 24 agosto 2023 Budapest, Ungheria | Campionati del mondo 2023        |
| Mondiale indoor | Jereem Richards Trinidad e Tobago | 45"00       | 3 marzo 2022 Belgrado, Serbia     | Campionati del mondo indoor 2022 |

### La stagione
Prima di questa gara, gli atleti con le migliori tre prestazioni dell'anno erano:
| Pos. | Atleta                              | Prestazione | Data e luogo                               |
| ---- | ----------------------------------- | ----------- | ------------------------------------------ |
| 1    | Christopher Morales Williams Canada | 44"49       | 24 febbraio 2024 Fayetteville, Stati Uniti |
| 2    | Khaleb McRae Stati Uniti            | 45"02       | 3 febbraio 2024 Albuquerque, Stati Uniti   |
| 3    | Bayapo Ndori Botswana               | 45"16(o)    | 10 febbraio 2024 Pretoria, Sudafrica       |

## Risultati

### Batterie di qualificazione
Le batterie di qualificazione si sono tenute il 1º marzo a partire dalle ore 11:52
Passano alle semifinali i primi due atleti di ogni batteria (Q) e i successivi quattro atleti più veloci (q).

#### Batteria 1
| Pos | Corsia | Atleta            | Nazionalità | Tempo | Note   |
| --- | ------ | ----------------- | ----------- | ----- | ------ |
| 6   | 6      | Karsten Warholm   | Norvegia    | 46"68 | (Q) SB |
| 3   | 3      | Rok Ferlan        | Slovenia    | 47"04 | (Q)    |
| 4   | 4      | Jacory Patterson  | Stati Uniti | 47"04 |        |
| 1   | 1      | Graham Pellegrini | Malta       | 48"00 |        |
| 2   | 2      | Ibrahim Ayorinde  | Canada      | 48"05 |        |
| 5   | 5      | Kentaro Sato      | Giappone    | DNS   |        |

#### Batteria 2
| Pos | Corsia | Atleta           | Nazionalità | Tempo | Note    |
| --- | ------ | ---------------- | ----------- | ----- | ------- |
| 5   | 6      | Matěj Krsek      | Rep. Ceca   | 46"07 | (Q)     |
| 4   | 5      | Rusheen McDonald | Giamaica    | 46"25 | (Q), PB |
| 3   | 4      | Lucas Carvalho   | Brasile     | 46"82 | (q), PB |
| 1   | 2      | Franko Burraj    | Albania     | 46"86 | (q), SB |
| 2   | 3      | Tomas Keršulis   | Lituania    | 47"92 |         |

#### Batteria 3
| Pos | Corsia | Atleta          | Nazionalità       | Tempo | Note    |
| --- | ------ | --------------- | ----------------- | ----- | ------- |
| 6   | 6      | Attila Molnár   | Ungheria          | 46"52 | (Q)     |
| 3   | 3      | Dubem Nwachukwu | Nigeria           | 46"91 | (Q)     |
| 4   | 4      | Omar Elkhatib   | Portogallo        | 46"99 | (q), PB |
| 5   | 5      | Jereem Richards | Trinidad e Tobago | 47"04 | (q), SB |
| 1   | 1      | Michal Desenský | Rep. Ceca         | 47"48 |         |
| 2   | 2      | Rashid Moiwa    | Sierra Leone      | 53"48 | NR      |

#### Batteria 4
| Pos | Corsia | Atleta         | Nazionalità             | Tempo | Note    |
| --- | ------ | -------------- | ----------------------- | ----- | ------- |
| 5   | 5      | Alexander Doom | Belgio                  | 46"11 | (Q)     |
| 6   | 6      | João Coelho    | Portogallo              | 46"35 | (Q), NR |
| 3   | 3      | Brian Faust    | Stati Uniti             | 47"11 |         |
| 2   | 2      | Artūrs Pastors | Lettonia                | 47"53 | PB      |
| 4   | 4      | Lucas Vilar    | Brasile                 | 47"92 |         |
| 1   | 1      | Malique Smith  | Isole Vergini Americane | 49"68 | SB      |

### Semifinali
Passano alla finale i primi tre atleti di ogni batteria (Q).
Le semifinali si sono tenute il 1º marzo a partire dalle ore 21:10

#### Semifinale 1
| Pos | Corsia | Atleta           | Nazionalità       | Tempo | Note  |
| --- | ------ | ---------------- | ----------------- | ----- | ----- |
| 6   | 6      | Alexander Doom   | Belgio            | 45"69 | Q, PB |
| 4   | 4      | João Coelho      | Portogallo        | 45"98 | Q, NR |
| 5   | 5      | Attila Molnár    | Ungheria          | 46"08 | Q, NR |
| 1   | 1      | Jereem Ruichards | Trinidad e Tobago | 46"64 | SB    |
| 3   | 3      | Dubem Nwachukwu  | Nigeria           | 46"69 |       |
| 2   | 2      | Franko Burraj    | Albania           | 47"78 |       |

#### Semifinale 2
| Pos | Corsia | Atleta           | Nazionalità | Tempo | Note  |
| --- | ------ | ---------------- | ----------- | ----- | ----- |
| 1   | 6      | Karsten Warholm  | Norvegia    | 45"86 | Q, SB |
| 2   | 4      | Rusheen McDonald | Giamaica    | 46"02 | Q, PB |
| 3   | 5      | Matěj Krsek      | Rep. Ceca   | 46"48 | Q     |
| 4   | 1      | Rok Ferlan       | Slovenia    | 46"61 | PB    |
| 5   | 2      | Lucas Carvalho   | Brasile     | 47"38 |       |
| 6   | 3      | Omar Elkhatib    | Portogallo  | 47"78 |       |

### Finale
La finale si è corsa il 2 marzo alle 21:14.
| Pos     | Corsia | Atleta           | Nazionalità | Tempo | Note                                     |
| ------- | ------ | ---------------- | ----------- | ----- | ---------------------------------------- |
| Oro     | 6      | Alexander Doom   | Belgio      | 45"25 | Record nazionale                         |
| Argento | 5      | Karsten Warholm  | Norvegia    | 45"34 | Miglior prestazione personale stagionale |
| Bronzo  | 4      | Rusheen McDonald | Giamaica    | 45"65 | Miglior prestazione personale            |
| 4       | 3      | João Coelho      | Portogallo  | 45"86 | Record nazionale                         |
| 5       | 2      | Attila Molnár    | Ungheria    | 46"11 |                                          |
| 6       | 1      | Matěj Krsek      | Rep. Ceca   | 46"67 |                                          |